# IC 2207
IC 2207 је спирална галаксија у сазвјежђу Близанци која се налази на листи објеката дубоког неба у Индекс каталогу.
Деклинација објекта је + 33° 57' 45" а ректасцензија 7h 49m 50,8s. Привидна величина (магнитуда) објекта IC 2207 износи 14,5 а фотографска магнитуда 15,2. IC 2207 је још познат и под ознакама UGC 4040, MCG 6-17-29, CGCG 177-49, FGC 664, IRAS 07466+3405, PGC 21918.